# Clematis turkestanica
Clematis turkestanica är en ranunkelväxtart som beskrevs av M. Johnson. Clematis turkestanica ingår i släktet klematisar, och familjen ranunkelväxter. Inga underarter finns listade i Catalogue of Life.